# ニュージアム
ニュージアム（英語: NEWSEUM）とは、ワシントンD.C.にあった、ニュースとジャーナリズムに関する、双方向型の博物館である。1997年4月18日に、当初はバージニア州アーリントン郡のロズリンでオープンし、入場料は無料であった。目指す所は「一般大衆とマスメディアの双方が、互いをより良く理解し合えるよう手助けする」ことである。2019年末に閉館。
ニュージアムの運営には、フリーダム・フォーラムという、「全ての人々の為の報道の自由、表現の自由、そして自由な精神」のために設立された無党派の基金が資金を提供している。

## 歴史
1997年、バージニア州アーリントン郡のロズリンでオープン。
2000年、フリーダム・フォーラムは、バージニア州アーリントンから、ポトマック川を渡ってワシントンD.C.にニュージアムを移転することを決めた。もとのニュージアムは、職員が新しい、規模もより大きい博物館の設立に集中できるように、2002年3月3日に閉鎖された。
2008年4月11日、ホワイトハウスと米議会のあいだのペンシルベニア通りに新しく建設された博物館が一般公開された。建設には4億5000万ドルが費やされ、7階建てのビルとなった。ニュージアムの理事の1人は、「ニュージアムは、アーリントンでも大きな感銘を呼んでいたと思うが、ペンシルベニア通りの新しい場所に来ていただければ、忘れられないほどの感動があると思います。」と語った。
ワシントンD.C.北西地区のペンシルベニア通りと6番ストリートの交わる場所に立地を得た後、ニュージアムの経営陣は、著名な展示デザイナーでアーリントンの旧ニュージアムもデザインしたラルフ・アペルバウム、そしてトッド・シュリーマンとともにニューヨークのアメリカ自然史博物館にある地球宇宙ローズセンターをデザインしたジェームズ・スチュワート・ポルシェクを選び、プロジェクトを依頼した。このデザイン・チームは、次のような目標を立てた。
- 世界中からの来場者に分かりやすく、また覚えてもらいやすいシンボル的建築になるような建物にすること
- 旧館の3倍のスペースを作り、1年間に200万人以上が来場できるような収容能力を備えること
- アメリカ合衆国憲法修正第1条、特に報道の自由と表現の自由の保障をたたえること

2002年10月に明らかになった建物デザインの目玉の一つは、「世界の窓」をイメージした17メートル×24メートルの建物前面であり、ペンシルベニア通りとナショナル・モールを望むと同時に、通行人からも中の来場者や展示物を見ることができるものである。また、合衆国憲法修正第1条の「表現の自由、報道の自由」を保障する45の単語を、ペンシルベニア通りに面した石のパネルに刻んでいる。
本博物館は、現在ウェブサイトを設置しており、毎日、世界中の新聞の1面を、画像とPDFデータで更新している。画像は毎日置き換わるが、2001年以降の著名な事件については、1面記事を保存したアーカイブが利用できる。1面記事の印刷版は、実際の博物館の中のギャラリーで大きく取り上げられている。アーリントンにあった旧館と異なり、新ニュージアムでは来場者には入場料がかかる。
2019年に建物をジョンズ・ホプキンス大学に3億7250万ドル(約410億円)で売却することを発表、同年12月31日に閉館することとなった。

## 建物
ニュージアムの広さは6万平方メートルあり、27メートルの吹き抜け、七つの展示階、15のシアター、12の大きなギャラリー、その他様々な小規模の展示、二つの放送スタジオ、そして広い双方向型のニュースルームがある。
また、500席ある楕円形の「フォーラム・シアター」がある。6番ストリートとCストリートに面したところに約1万4000平方メートルの宿舎があり、またニュージアム及びフリーダム・フォーラムの職員用に、7000平方メートルのオフィススペースがある。吹き抜けのすぐ上には、1000平方メートル以上のカンファレンス・センターが2階にわたってある。さらに、世界で最も高い、ガラスの油圧式エレベーターも特徴の一つである。
テレビ番組「ジス・ウィーク・ウィズ・ジョージ・ステファノプロス」は、2008年4月20日に、ニュージアムの新しいスタジオで第1回の放送を行った。